# Melitaea infrajuncta
Melitaea infrajuncta är en fjärilsart som beskrevs av Ruggero Verity 1950. Melitaea infrajuncta ingår i släktet Melitaea och familjen praktfjärilar. Inga underarter finns listade i Catalogue of Life.